# Anthenea crassa
Anthenea crassa is een zeester uit de familie Oreasteridae.
De wetenschappelijke naam van de soort werd in 1938 gepubliceerd door Hubert Lyman Clark.